# Lockhartia oerstedii
Lockhartia oerstedii es una especie de orquídea epifita originaria de América.

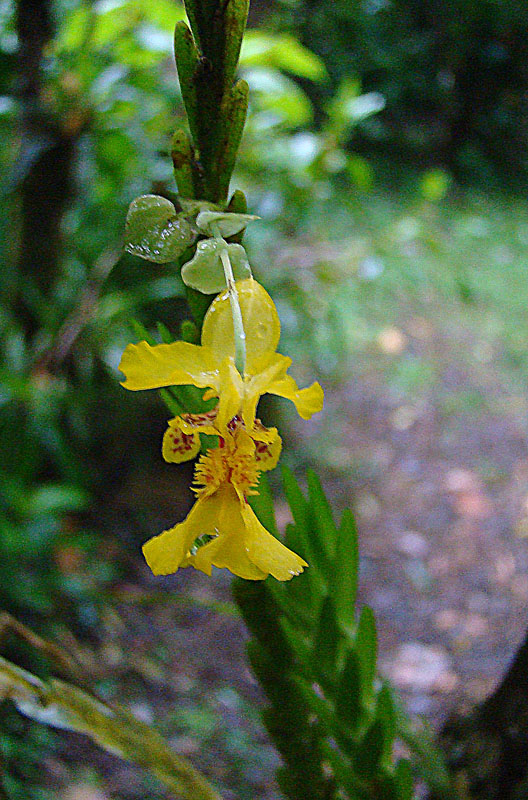
Detalle de la flor

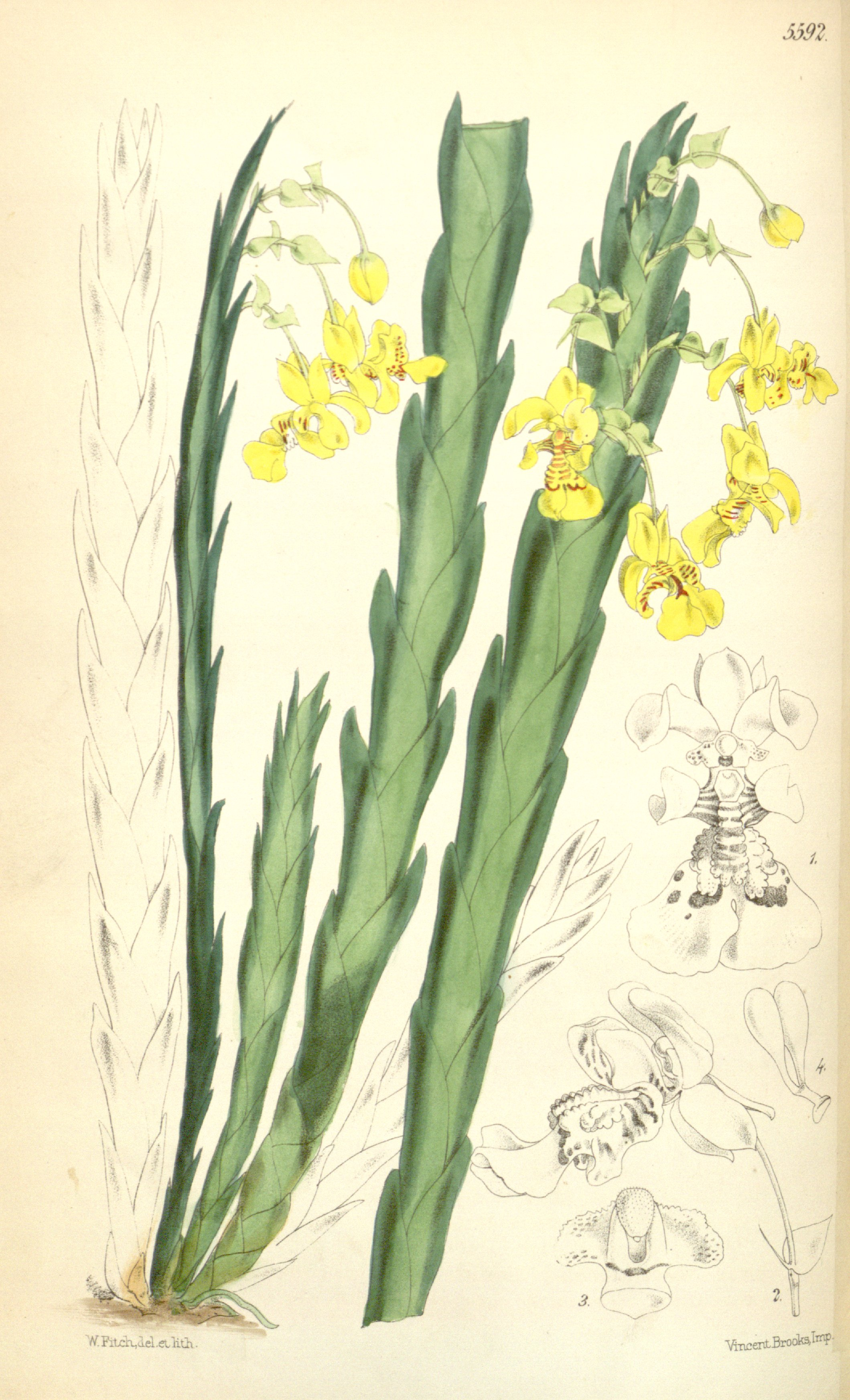
Ilustración

## Descripción
Es una orquídea de tamaño medio con hábitos de epifita y tiene un tallo largo en zigzag que lleva imbricadas hojas, dísticas, equidistantes, semitriangulares, obtusas o agudas. Florece en una inflorescencia axilar, colgante, de 3,5 cm de largo, con varias flores que surge de las axilas de las hojas superiores y que aparecen en cualquier época del año. Tiene brácteas cordadas-semi-orbiculares, apiculadas, glaucas y necesita más sombra y agua durante su crecimiento, pero siempre manteniéndola húmedo.

## Distribución y hábitat
Se encuentra en México hasta Panamá y Colombia como cespitosa de selvas densas hasta 2.600 metros de altura. 

## Taxonomía
Lockhartia oerstedii fue descrita por Heinrich Gustav Reichenbach y publicado en Botanische Zeitung (Berlin) 10: 767. 1852.
Etimología
Lockhartia: nombre genérico otorgado en homenaje a Sir David Lockhart, superintendente del Imperial Jardín Botánico de Trinidad y Tobago, en el siglo XVIII.
oerstedii: epíteto otorgado en honor de Oersted (botánico danés y recolector de orquídeas de los años 1800).
Sinonimia
- Fernandezia robusta Bateman
- Fernandezia verrucosa Lindl. ex Kraenzl.
- Lockhartia lamellosa Rchb.f.
- Lockhartia mirabilis (Rchb.f.) Rchb.f.
- Lockhartia robusta (Bateman) Schltr.
- Lockhartia verrucosa Rchb.f.
- Oncidium mirabile Rchb.f.[5]